# Adenostyles
Adenostyles är ett släkte av korgblommiga växter. Adenostyles ingår i familjen korgblommiga växter.
Kladogram enligt Catalogue of Life:
| Adenostyles | \| \| Adenostyles alliariae \| \| \| \| \| \| Adenostyles alliariifolia \| \| \| \| \| \| Adenostyles alpina \| \| \| \| \| \| Adenostyles briquetii \| \| \| \| \| \| Adenostyles canescens \| \| \| \| \| \| Adenostyles dubia \| \| \| \| \| \| Adenostyles leucophylla \| \| \| \| \| \| Adenostyles rhombifolia \| \| \| \| |
|             | \| \| Adenostyles alliariae \| \| \| \| \| \| Adenostyles alliariifolia \| \| \| \| \| \| Adenostyles alpina \| \| \| \| \| \| Adenostyles briquetii \| \| \| \| \| \| Adenostyles canescens \| \| \| \| \| \| Adenostyles dubia \| \| \| \| \| \| Adenostyles leucophylla \| \| \| \| \| \| Adenostyles rhombifolia \| \| \| \| |
|             | Adenostyles alliariae |
|             | |
|             | Adenostyles alliariifolia |
|             | |
|             | Adenostyles alpina |
|             | |
|             | Adenostyles briquetii |
|             | |
|             | Adenostyles canescens |
|             | |
|             | Adenostyles dubia |
|             | |
|             | Adenostyles leucophylla |
|             | |
|             | Adenostyles rhombifolia |
|             | |

## Bildgalleri

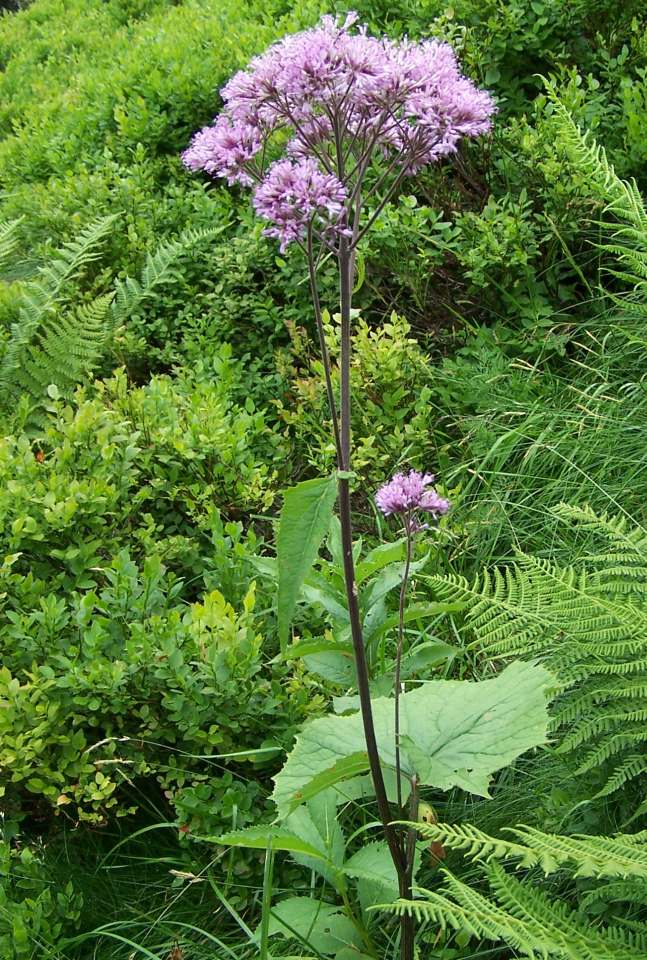
Adenostyles alliariae
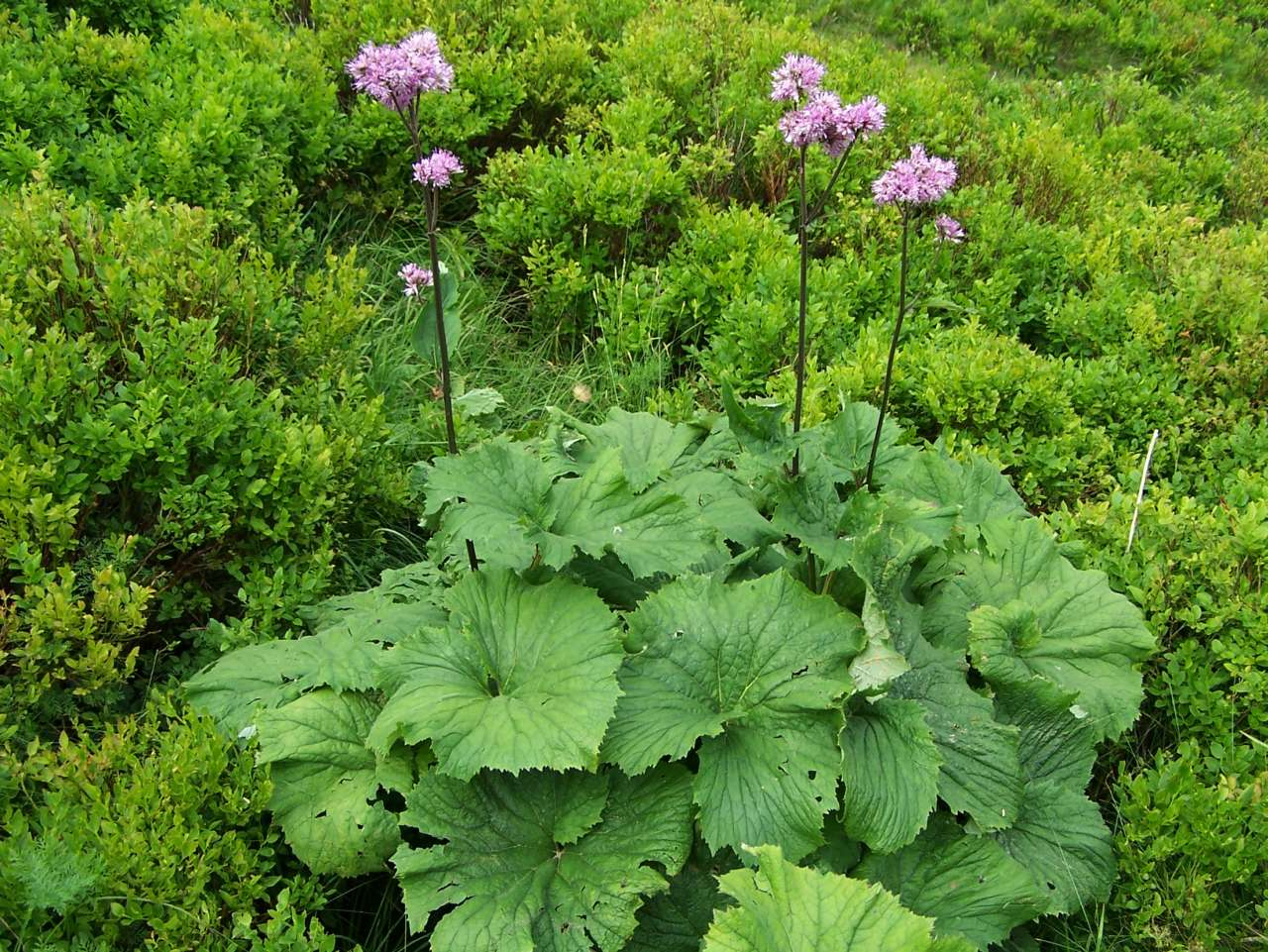
Adenostyles alliariae
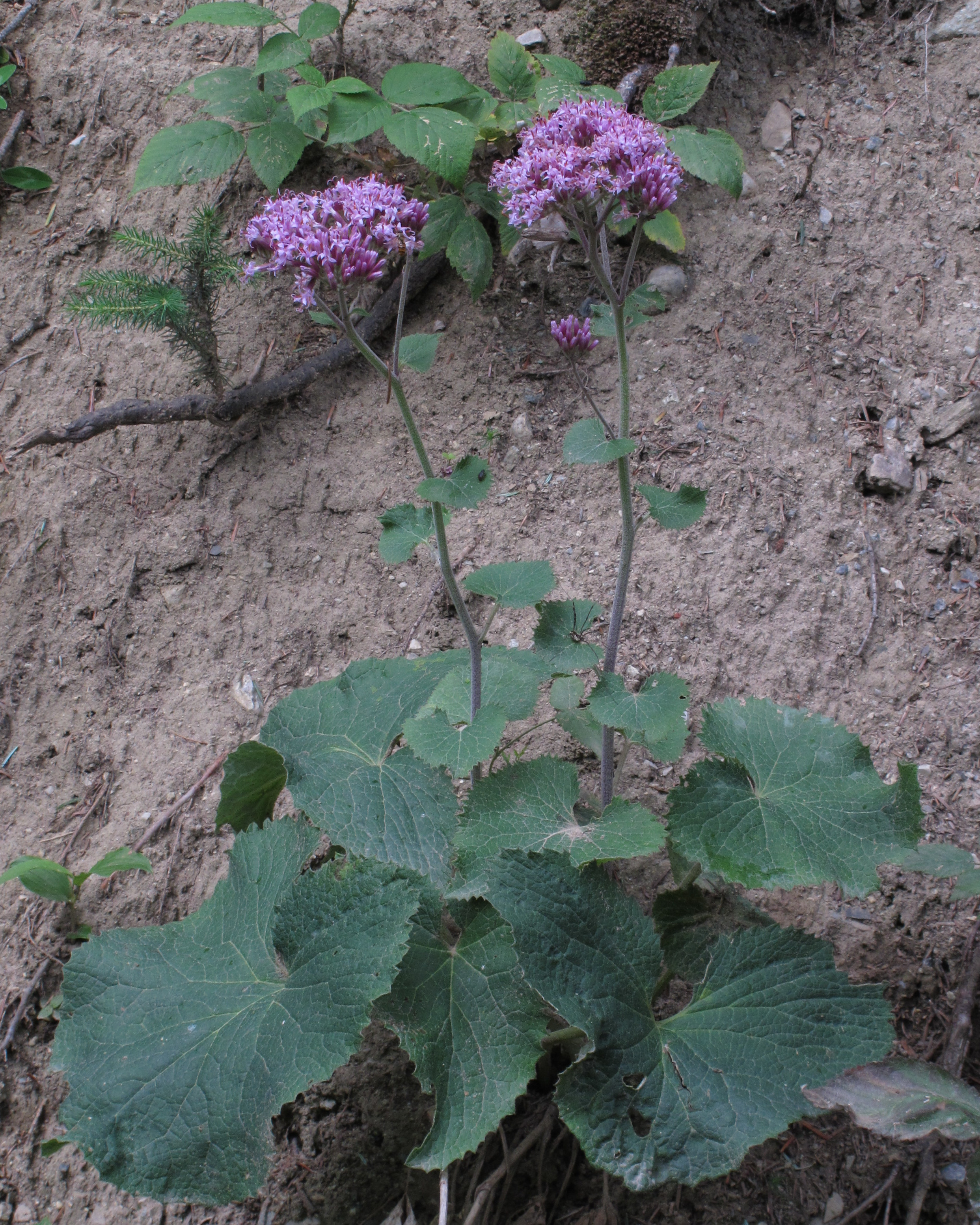
Adenostyles alpina